# Jean-Marc Toffolo
Jean-Marc Toffolo (26 de abril de 1956) es un expiloto de motociclismo belga, que compitió en el Campeonato del Mundo de Motociclismo entre 1977 y 1983.

## Biografía
Toffolo debuta en el Mundial en el comienza en el Gran Premio de Finlandia de 1977 de 350 cc a bordo de una Yamaha TZD sin llegar a calificar. Ese mismo año también disputó un Gran Premio más sin llegar a puntuar. Al año siguiente, solo disputará su Gran Premio de Bélgica de 1978 de 250 cc a bordo de una Yamaha. En 1979, disputará diferentes premios tanto en 250 como en 350 cc. En 1980, cambia Yamaha por Bimota y realizará su mejor temporada con un séptimo puesto en Gran Premio de Yugoslavia de 250 cc y un quinto puesto en Gran Premio de los Países Bajos de 250 cc, terminando la temporada en el puesto 15. Integrado en el Team St Michel y moto Armstrong en 1981, cerrará el campeonato de 250 cc, conseguirá una magnífica cuarta posición en el Gran Premio de Bélgica. 
Siguiendo en Rotax, comienza su temporada de 1982, pero sus resultados tienden a ser peores y solo puntúa en un Gran Premio, que le valdrá la 34.ª posición de la clasificación final del Campeonato Mundial. Su última temporada sería en 1983 en el manillar de una Morena de 250 cc con la que terminará en la 23 ª posición de la general entrando en tres Grandes Premios entres los diez primeros. 
En 1989, prueba suerte en las 24 Horas de Lieja con la Honda de Rushmoto para cruzar la línea de meta en el novena lugar, en compañía de Jean-Pierre Verkenne y Claude Berger.

## Resultados en el Campeonato del Mundo
Sistema de puntuación desde 1969 hasta 1987:
| Posición | 1.º | 2.º | 3.º | 4.º | 5.º | 6.º | 7.º | 8.º | 9.º | 10.º |
| Puntos   | 15  | 12  | 10  | 8   | 6   | 5   | 4   | 3   | 2   | 1    |

### Carreras por año
(Carreras en negrita indica pole position; Carreras en cursiva indica vuelta rápida)
| Año  | Clase  | Equipo | 1      | 2       | 3       | 4       | 5       | 6       | 7       | 8       | 9       | 10      | 11      | 12     | 13     | 14      | 1! Pts. | Pos. |
| ---- | ------ | ------ | ------ | ------- | ------- | ------- | ------- | ------- | ------- | ------- | ------- | ------- | ------- | ------ | ------ | ------- | ------- | ---- |
| 1977 | 500cc  | Yamaha | VEN -  | AUT -   | GER -   | NAT -   |         | FRA -   |         | NED -   | BEL -   | SWE -   | FIN 17  | CZE 15 | GBR -  |         | 0       | -    |
| 1978 | 250cc  | Yamaha | VEN -  | ESP -   |         | FRA -   | NAT -   | NED -   | BEL Ret | SWE -   | FIN -   | GBR -   | GER -   |        | YUG -  |         | 0       | -    |
| 1979 | 250cc  | Yamaha | VEN -  | AUT -   | GER -   | NAT DNQ | ESP -   | YUG Ret | NED -   | BEL 23  | SWE Ret | FIN -   | GBR -   |        | FRA -  |         | 0       | -    |
| 1979 | 350cc  | Yamaha | VEN -  | AUT -   | GER -   | NAT -   | ESP Ret | YUG -   | NED -   |         |         | FIN Ret | GBR Ret | CZE -  | FRA 13 |         | 0       | -    |
| 1980 | 250cc  | Yamaha | NAT -  | ESP Ret | FRA Ret | YUG 7   | NED 5   | BEL 14  | FIN 10  | GBR 11  | CZE 11  | GER Ret |         |        |        |         | 11      | 15.º |
| 1981 | 250cc  | Yamaha | ARG 16 |         | GER -   | NAT Ret | FRA 18  | ESP 15  |         | NED Ret | BEL 4   | RSM 16  | GBR Ret | FIN 7  | SWE 11 | CZE Ret | 12      | 16.º |
| 1982 | 250cc  | Rotax  |        |         | FRA DNQ | ESP -   | NAT -   | NED 14  | BEL Ret | YUG Ret | GBR 17  | SWE 15  | FIN 15  | CZE 10 | RSM 11 | GER Ret | 1       | 34.º |
| 1983 | 250cc  | Morena |        | FRA 10  | NAT Ret | GER DNS | ESP -   | AUT Ret | YUG 8   | NED Ret | BEL 10  | GBR -   | SWE -   |        |        |         | 5       | 23.º |
| 1984 | 250 cc | Yamaha | RSA -  | NAT -   | ESP -   | AUT -   | GER -   | FRA -   |         | NED -   | BEL DNQ | GBR -   | SWE -   | RSM -  |        |         | 0       | -    |